# Hoàn Nhan Lâu Thất
Hoàn Nhan Lâu Thất (chữ Hán: 完颜娄室) trong chánh sử có ba người, đều là thành viên thị tộc Hoàn Nhan, dân tộc Nữ Chân, tướng lãnh cuối triều Kim, được phân biệt dựa vào tuổi tác .

## Hoàn Nhan Đại Lâu Thất
Hoàn Nhan Đại Lâu Thất (chữ Hán: 完颜大娄室, ? – 1231), không rõ hộ tịch ở đâu. Sử cũ ghi chép về ông rất ít.
Năm Chánh Đại thứ 8 thời Kim Ai Tông (1231), Khánh Sơn Nô tự ý rời bỏ hành tỉnh Kinh Triệu , Hoàn Nhan Đại Lâu Thất đang ở chức Ưng dương đô úy, đúng lúc ấy nhận nhiệm vụ vận chuyển quân dụng, gặp quân Mông Cổ ở Bạch Lộc Nguyên , giao chiến cho đến khi hết cả tên, bèn cột chắc dây thao treo kim bài, gắng sức chiến đấu mà chết .

## Hoàn Nhan Trung Lâu Thất, Hoàn Nhan Tiểu Lâu Thất
Hoàn Nhan Trung Lâu Thất (chữ Hán: 完颜中娄室) và Hoàn Nhan Tiểu Lâu Thất (chữ Hán: 完颜小娄室) đều không rõ năm sinh, không rõ hộ tịch ở đâu, không rõ hoạt động thiếu thời, mất cùng năm 1234. Từ khi được ghi nhận trong chánh sử, số phận của hai người Trung/Tiểu Lâu Thất gắn chặt vào nhau.
Tháng giêng ÂL năm Chánh Đại thứ 9 (1232), Trung Lâu Thất, Tiểu Lâu Thất soái 3000 kỵ binh đối địch với quân Mông Cổ ở Nhữ Phần. Vì cả hai say rượu không thể chiến đấu, khiến quân Kim đại bại, bỏ chạy về Hứa Châu; sau đó được gọi về kinh thành. Đầu năm Thiên Hưng thứ 2 (1233), Kim Ai Tông bỏ Biện Kinh chạy đi Quy Đức, Trung Lâu Thất làm Bắc diện tổng soái, Tiểu Lâu Thất làm Tả dực nguyên soái, thu tàn quân cùng tướng Giáp Cốc Cửu Thập chạy đi Thái Châu, nhưng bị tướng giữ Thái Châu (Thái soái) là Ô Cổ Luận Khảo Lão từ chối. Bọn Lâu Thất chạy sang Tức Châu, được Tức soái Thạch Mạt Cửu Trụ tiếp nhận. Sau một thời gian, bọn Lâu Thất sanh lòng đố kỵ với Thạch Mạt Cửu Trụ, bắt giữ và vu cáo ông ta mưu phản .
Ô Cổ Luận Khảo Lão dâng tấu biện hộ cho Thạch Mạt Cửu Trụ, bọn Lâu Thất cũng dâng tấu chỉ trích ông ta. Kim Ai Tông tin lời Khảo Lảo, nhưng không hỏi tội bọn Lâu Thất. Tháng 6 ÂL, công văn xá tội đến, bọn Lâu Thất phải tha cho Cửu Trụ. Không lâu sau, Ai Tông gọi bọn Lâu Thất đến đón mình đi Thái Châu, rồi lại gọi Cửu Trụ đến đấy, để đôi bên tranh biện. Ai Tông không trị tội ai, mà chỉ giải trừ vai trò võ quan của Cửu Trụ, nhằm tách họ ra, lấy Trung Lâu Thất thụ chức Đồng thiêm xu mật viện sự .
Bấy giờ tình hình Tức Châu nguy cấp, Ai Tống lấy Tham tri chánh sự Mạt Niên Ngột Điển nắm Hành tỉnh sự ở Tức Châu, Trung Lâu Thất giữ chức Đồng thiêm xu mật viện sự làm Tổng soái, Tiểu Lâu Thất giữ chức Phó điểm kiểm làm Nguyên soái, Vương Tiến làm Đạn áp suất, Giáp Cốc Cửu Thập làm Đô úy, đem theo 200 mã quân, 500 bộ quân của Trung Hiếu quân, đặt hành tỉnh, viện ở Tức, sai họ về trấn thủ Tức Châu . Tháng 8 ÂL, bọn tướng Kim vừa về Tức Châu, đánh bại quân Tống ở Trung Độ Điếm. Ngột Điển tìm cớ giết chết tâm phúc của bọn Lâu Thất là Trương Nhuận, do biết được Nhuận là chủ mưu trong việc vu cáo Thạch Mạt Cửu Trụ . Bọn Lâu Thất thu vén lương thực, tài sản ở thành Tức Châu, cả ngày say sưa vui chơi, bỏ mặc binh sĩ hiếp đáp dân chúng, trong khi hoàn toàn mất liên lạc với triều đình của Ai Tông tại Thái Châu .
Đầu năm Thiên Hưng thứ 3 (1234), tin Thái Châu thất thủ truyền đến, các tướng giết người đưa tin để diệt khẩu, nhưng rồi mọi người đều biết. Sau khi bàn bạc, bọn Lâu Thất quyết định đầu hàng nhà Tống. Ngày 13 tháng giêng ÂL, cả thành vượt sông Hoài đi về phía nam, nhắm đến Tín Dương. Dân chúng đi chậm bị quân Mông Cổ sát hại, quân đội đi trước vào được đất Tống. Người Tống vờ gọi các tướng Kim từ Vạn hộ trở lên vào thành để khao thưởng, rồi sát hại khoảng 6, 700 người; số binh sĩ còn lại bị quân Mông Cổ đuổi kịp, giết chết tất cả .

## Khảo chứng
1. ^  Kim sử quyển 119, liệt truyện 57 – Lâu Thất tam nhân truyện: Hoàn Nhan Lâu Thất có ba người, đều là nội tộc, bấy giờ cho rằng họ cùng tên, nên lấy tuổi tác lớn nhỏ [3] để phân biệt.
2. ^  Kim sử, tlđd: Năm Chánh Đại thứ 8, Khánh Sơn Nô bỏ Kinh Triệu, đúng lúc Ưng dương đô úy Đại Lâu Thất vận quân khí đến Bạch Lộc Nguyên, gặp đại binh nên giao chiến, binh nhận đã tận, lấy dây thao treo chắc kim bài, gắng sức chiến đấu mà chết.
3. ^  Kim sử, tlđd: Tháng giêng năm Chánh Đại thứ 9, đại binh đến Tương Thành, nguyên soái Trung Lâu Thất, Tiểu Lâu Thất đem 3000 mã quân gặp họ ở Nhữ Phần. Bấy giờ ba, bốn mươi kỵ sĩ của đại binh vào Tương Thành, lấy ngựa dịch mà ra, lại vào đông doanh, giết một thiên phu trưởng, người Kim mới nhận ra. Hai Lâu Thất từ sáng sớm uống rượu với nhau, đều say không thể cầm quân, nên bại, chạy về Hứa Châu. Gặp trung sứ triệu vào kinh sư. Tháng giêng năm Thiên Hưng thứ 2, quân đội Hà Sóc vỡ, Ai Tông chạy đi Quy Đức, Trung Lâu Thất làm Bắc diện tổng soái, Tiểu Lâu Thất làm Tả dực nguyên soái, thu tàn quân cùng tướng Giáp Cốc Cửu Thập chạy đi Thái Châu. Thái soái Ô Cổ Luận Khảo Lão biết họ ương ngạnh nên không nạp, bèn chạy đi Tức Châu, Tức soái Thạch Mạt Cửu Trụ nạp họ. Bấy giờ Bạch Hoa lấy thượng mệnh đưa hổ phù đến cho Cửu Trụ làm Tức Châu hành soái phủ sự. Cửu Trụ ra có người hầu hạ, thích tự bày vẽ, tùy tùng đầy đường. Ba người ấy đố kỵ, lấy chiêu tập quân sĩ Cần vương làm danh, được năm, sáu trăm người, châu lấy giáp trượng châu cấp cho họ. Rất lâu về sau, dần sanh hai lòng, Cửu Trụ cũng chiêu phụ mấy trăm lái buôn làm "Hổ Tử quân", đêm thời mặc giáp phòng bị. Một ngày, Cửu Trụ sai một Vạn hộ tuần thành, 3 tướng soái bắt rồi đuổi đi, sai hô lớn rằng: "Chớ học ta muốn mở cửa tây làm phản." lập tức chém ông ta. Bèn triệu Cửu Trụ, Cửu Trụ không muốn đi, sợ người trong châu gặp vạ, bèn đem 300 lính cùng đi. 3 soái lệnh cho giáp sĩ giữ khúc quanh trên đường lớn, những người đi theo Cửu Trụ đi qua, bắt giữ tất cả, Cửu Trụ vào một mình, 3 soái hỏi mày sao lại muốn phản, Cửu Trụ nói: "Ta vì sao làm phản?" 3 soái giận, muốn giết hồi lâu. Tiểu Lâu Thất dần có ý thôi, nghiêng về cứu giúp, được không giết, sai người giam ông ta. Lấy Giáp Cốc Cửu Thập làm soái, kiêm Quyền Tức Châu.
4. ^  Kim sử, tlđd: Thái soái Ô Luận Khảo Lão nghe Cửu Trụ bị 3 soái vu cáo, dâng tấu biện hộ cho ông ta, 3 tướng soái cũng nhặt nhạnh lỗi lầm của Cửu Trụ báo lên. Triều đình chủ trương theo lời biện hộ của Khảo Lão, nên không xét 3 soái. Tháng 6, xá văn đến Thái, Khảo Lão sợ Cửu Trụ vị 3 soái tru, khiển 2 lính đi nhanh gởi chiếu thư đến Tức, nên được miễn. Đến khi Thượng sắp hạnh Thái, mật triệu Trung Lâu Thất dẫn binh đến đón, Lâu Thất dùng dằng nghi ngờ rất lâu, bèn soái lính tự chiêu tập đi phụng nghênh. Tháng 7, thượng khiển Cận thị cục sứ vào Tức Châu tìm ngựa [4], lập tức triệu Cửu Trụ. Cửu Trụ đến, cùng Trung Lâu Thất biện bạch trước mặt thượng. Bấy giờ Trung Lâu Thất đã thụ Đồng thiêm xu mật viện sự, thượng không muốn khiến họ kiện tụng về sau, bèn bãi chức soái của Cửu Trụ, thụ Hộ bộ lang trung, lấy Ô Cổ Luận Hốt Lỗ làm Tức Châu thứ sử.
5. ^  Kim sử, tlđd: Bấy giờ có thổ hào Lưu Ngốc Nhi, Mã An Phủ vào chầu ở Thái trở về, cho rằng quân trữ không đủ nên làm phản vào Tống, cửa quan phía bắc của châu bị thiêu hủy. Lúc này quân trong thành không còn bao nhiêu, ngày nào cũng có người làm phản bỏ đi, lại còn dò biết người Tống có ý dòm ngó, Tức soái sợ, dâng tấu xin thêm binh để phòng bị. Triều đình lấy Tham tri chánh sự Mạt Niên Ngột Điển hành tỉnh sự ở Tức Châu, Trung Lâu Thất lấy chức Đồng thiêm xu mật viện sự làm Tổng soái, Tiểu Lâu Thất lấy chức Phó điểm kiểm làm Nguyên soái, Vương Tiến làm Đạn áp suất, Giáp Cốc Cửu Thập làm Đô úy, lấy 200 mã quân, 500 bộ quân của Trung Hiếu quân thuộc họ, hành tỉnh, viện ở Tức. Sắp lên đường, thượng dụ họ rằng: "Bắc binh sở dĩ thường giành toàn thắng, là nhờ sức ngựa của phương bắc, đấy là kỹ xảo của Trung Quốc, ta thật khó cùng họ mà đối địch. Người Tống thì chẳng cần nói đến làm gì. Trẫm có 3000 giáp sĩ, tung hoành trong khoảng Giang, Hoài là dư sức rồi. Bọn khanh gắng lên!"
6. ^  Kim sử, tlđd: Ngày nhâm thìn tháng 8, hành tỉnh khiển người tấu lên chiến thắng Trung Độ Điếm. Ban đầu, bọn Ngột Điển đi Tức, đến nơi trong đêm, ngầm khiển hơn trăm kỵ binh của Trung Hiếu quân tập kích Tống doanh ở Trung Độ. Quân ta nói tiếng phương bắc, lại tản mạn tự đên, người Tống trông xa thì sợ hãi tan vỡ, chém được rất nhiều. Lại tấu Nguyên soái Trương Nhuận không tuân ước thúc, để mất vong quân sĩ, xin chánh điển hình Tức là chịu hình phạt theo pháp luật đã định. Lâu Thất dâng biểu nói Nhuận vô tội, thượng khiển người xá ông ta, đến nơi thì đã chết trong ngục. Thì ra Nhuận là tâm phúc của Lâu Thất, vụ án của Cửu Trụ đều là do Nhuận bày ra. Ngột Điển xét được việc ấy, nhân ông ta thất luật mà tru đi vậy. Tháng 9, cho rằng Hốt Lỗ kém cỏi, không thể phủ dụ, chế ngự, dân phần nhiều làm phản bỏ đi, đoạt chức ông ta, lấy Giáp Cốc Cửu Thập quyền Tức Châu sự.
7. ^  Kim sử, tlđd: Tháng 11, người Tống lấy 2 vạn quân đến đánh. Trong thành hết lương thực, bèn hòa địch [5], xong thì thu lấy, mỗi thạch chỉ để lại một đấu, thu cả vàng lụa quần áo, trong thành không còn gì nữa. Hai tháng trước, Thái Châu lấy có vạn nhân khẩu già trẻ quân hộ đến tìm lương thực, bắc binh phát hiện, đuổi kịp ở ngoài 20 dặm, đến Tức còn hơn 10 người. Đến nay, tin từ Thái không thông. Hành tỉnh cùng chư soái hằng ngày lấy uống rượu ca hát là việc, thanh nhạc không dứt. Bên dưới quân sĩ cưỡng bức bà góa, gái trẻ, mất hết nhân lý, không gì không gây ra.
8. ^  Kim sử, tlđd: Tháng giêng năm thứ 3 giáp ngọ, tin dữ từ Thái đến, chư soái giết đi để diệt khẩu, nhưng dân gian cũng có nhiều người biết. Ban đầu, chư soái muốn hàng phương bắc, nhưng mọi người nghi kỵ lẫn nhau, không ai dám đi trước. Vài ngày sau, tin từ Thái rộ lên, chư soái đuổi người khác đi để tụ tập bàn bạc, đều nói tống khoản [6] cho nam trung [7] là tiện. Bấy giờ Lý Dụ làm Kinh lịch quan dưới quyền quốc tín sứ [8] là Mục thân phủ [9] Đồng thiêm [10] Hoàn Đoan [11], bèn sai tống khoản ở Tống. Rồi phát tang thiết tế, đặt thụy Ai Tông là Chiêu Tông. Châu dân phụng hành tỉnh làm Lĩnh tỉnh, thừa tướng, tổng soái, tả bình chương đều lấy vợ. Ngày 13, cử thành dời về nam, người Tống đốt lâu lỗ của châu. Già trẻ trong châu vượt sông Hoài đi về nam, vào La Sơn, rẽ hướng đi Tín Dương. Bắc binh thấy lửa cháy, đuổi kịp họ, không ai thoát được, còn tìm bắt quan thuộc từ Hành tỉnh trở xuống ở Tống. Người Tống lệnh quan chúc vào thành, thác là khao thưởng, từ vạn hộ trở lên 6, 700 người đều giết đi, trong quân cũng có người kháng cự giết chết kẻ địch. Người Tống dụ chư quân, hành tỉnh trở xuống có tội đã xử trí, bọn mày nên tụ tập an định ở Mê Hồn Trại [12], bèn đem quân canh phòng họ. Rồi sau đó bắc quân kéo đến, nam quân tránh đi, toàn quân bị giết cả.